# Ladaj
Ladaj (tibetano: ལ་དྭགས་, Wylie: la-dwags, Ladakhi AFI: [lad̪ɑks]; tierra de pasos elevados) es un territorio de la Unión más septentrional de la India y una región de cultura tibetana. 
Limita con el estado indio de Himachal Pradesh al sur y con el territorio de unión de Jammu y Cachemira al oeste. La Línea de Control separa a Ladakh de la Cachemira controlada por Pakistán y la Línea de Control Actual la separa de China. 
Se encuentra delimitada al norte por las montañas Kunlun y al sur por la cadena de los Himalayas. 
Hasta 2019, Ladakh era una región del estado de Jammu y Cachemira. En agosto de 2019, el Parlamento de la India aprobó una Ley de Reorganización de Jammu y Cachemira, por la cual Ladakh se convirtió en un territorio de la Unión India el 31 de octubre de 2019.
Ladaj, llamado en ocasiones «Pequeño Tíbet» por su aspecto geográfico y por su cultura autóctona, está habitado por una población de ascendencia indoaria y tibetana, y es una de las zonas menos pobladas de Cachemira. Históricamente, la región incluía los valles de Baltistán, el valle del Indo, Zanskar, Lahaul y Spiti hacia el sur, por el este Ngari incluida la región de Rudok y Guge, y por el norte los valles de Nubras a través del Khardung La en la cadena montañosa de Ladakh.
Las fronteras contemporáneas de Ladaj comprenden el Tíbet al este, Lahaul y Spiti hacia el sur, el valle de Cachemira y las regiones de Jammu y Baltiyul al oeste, y el territorio de Turquestán Oriental en Asia Central del otro lado de la cadena montañosa de Kunlun en Cachemira hacia el norte. El Altyn-Tagh que corre desde el suroeste hacia el noreste converge con la cadena de Kunlun en Cachemira que corre en sentido sureste a noroeste, creando una forma en "V" que converge en Pulu. La división geográfica entre Ladakh en las tierras altas de Cachemira y la meseta tibetana, comienza en las vecindades de Pulu y se extiende hacia el sur a lo largo de un intrincado laberinto de cañones situados al este de Rudok, entre los que se encuentran Aling Kangri y Mavang Kangri, terminando en proximidades de Mayum La.
Ladakh es reconocida por la belleza de sus montañas remotas y su cultura. A veces es llamada el «pequeño Tíbet» ya que ha sido muy influenciado por la cultura tibetana. En el pasado Ladakh tuvo importancia por su ubicación estratégica en un punto de cruce de varias importantes rutas comerciales, pero desde que las autoridades chinas cerraron a mediados de la década de 1960 las fronteras con Tíbet y Asia Central, el comercio internacional ha mermado apreciablemente. Desde 1974 el gobierno de India ha promovido el turismo hacia Ladakh, aunque la zona todavía es un territorio en disputa entre India, China y Pakistán.
La población más grande de Ladakh es Leh. Los principales grupos religiosos de la región son musulmanes (principalmente chiitas) (46%), budistas tibetanos (40%), hindúes (12%) y otros (2%). Una mayoría de los ladakhis son budistas tibetanos y la mayoría del grupo restante son musulmanes chiitas. En tiempos recientes los ladakhis han solicitado que Ladakh sea organizado como un territorio de la Unión por sus diferencias religiosas y culturales con respecto a la Cachemira predominantemente musulmana.

## Historia

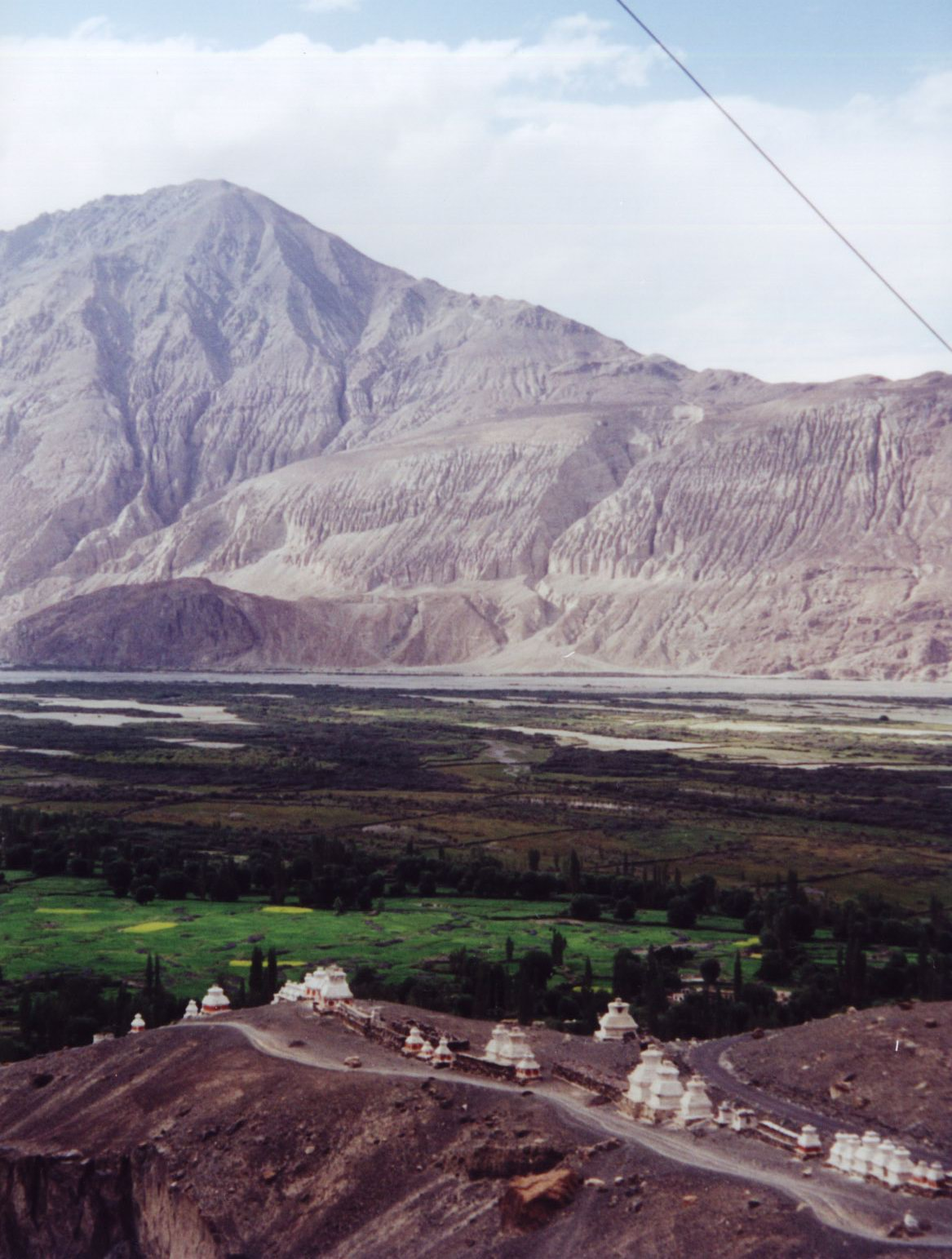
Pueblo de Diskit y valle del Nubra, Ladakh, India.

Los numerosos grabados en rocas encontrados en diversas partes de Ladakh, confirman que el área ha estado habitada desde tiempos neolíticos. Los habitantes iniciales de Ladakh eran una mezcla de poblaciones indoarianos de mons y Dards, que son mencionadas en las obras de Heródoto, Nearco, Megástenes, Plinio, Ptolomeo, y en las listas geográficas de los purana. Alrededor del siglo I, Ladakh formaba parte del imperio Kushana. El budismo llegó a Ladakh por el oeste desde Cachemira en el siglo II cuando gran parte de la zona este de Landakh y oeste del Tíbet aún practicaban la religión Bon. El viajero budista del siglo VII, Xuanzang también describe la región en sus relatos.
En el siglo VIII, Ladakh tuvo enfrentamientos a causa de la expansión tibetana que venía desde el este y la influencia china ejercida desde Asia Central a través de los pasos de las montañas, y el protectorado sobre Ladakh cambió frecuentemente de manos entre China y Tíbet. En el 842 Nyima-Gon, un representante real tibetano tomó Ladakh para sí luego del desmembramiento del imperio tibetano, y estableció una dinastía independiente en Ladakh. Durante este período Ladakh se tibetanizó, y su población predominante tenía ascendencia tibetana. La dinastía favoreció la "Segunda propagación del Budismo" importando ideas religiosas desde la zona noroeste de India, particularmente desde Cachemira.
En el siglo XIII al enfrentarse con la conquista islámica del sureste asiático, Ladakh optó por buscar y aceptar la guía del Tíbet en temas religiosos. A lo largo de casi dos siglos, hasta el 1600, Ladakh fue asolada por ataques e invasiones de los estados musulmanes vecinos, que condujeron a un debilitamiento y fractura de Ladakh, y la conversión parcial de los ladakhis al islam.

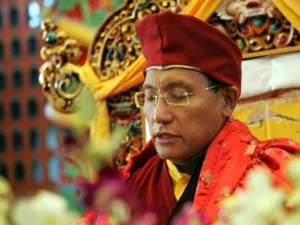
Líder espiritual de Ladakh.

El rey Bhagan reunió y reforzó Ladakh y fundó la dinastía Namgyal, que ha sobrevivido hasta nuestros días. Los Namgyals rechazaron a la mayoría de los embates desde Asia central y extendieron temporalmente el reino hasta Nepal, luchando contra los intentos de convertir a la región al islam y destruir la herencia y elementos culturales budistas. A comienzos del siglo XVII se realizaron esfuerzos para restaurar elementos destruidos y gompas, y el reino se expandió hacia Zanskar y Spiti. Sin embargo Ladakh, fue derrotada por los mogoles, que habían anexado previamente a Cachemira y Baltistan, aunque logró mantener su independencia. 
Hacia finales del siglo XVII, Ladakh apoyó a Bután en su disputa contra Tíbet, lo que resultó en una invasión por parte de Tíbet. Cachemira ayudó a restaurar el gobierno ladakhi con la condición de que se construyera una mezquita en Leh y que el rey de Ladakh se convirtiera al Islam. El Tratado de Temisgam  en 1684 resolvió la disputa entre Tíbet y Ladakh, aunque su independencia fue restringida en gran medida. En 1834, los Dogras liderados por Zorawar Singh, un general de Ranjit Singh invadieron y anexaron Ladakh. Una rebelión ladakhi en 1842 fue aplastada y Ladakh fue incorporada al estado Dogra de Jammu y Cachemira. A la familia Namgyal se le otorgó el jagir de Stok, el cual retiene en forma nominal hasta la actualidad. A partir de la década de 1850, la influencia europea aumentó en Ladakh — geólogos, deportistas y turistas comenzaron a explorar Ladakh. En 1885, en Leh  se asentó la sede central de una misión de la Iglesia de Moravia.
Cuando se produce la partición de la India en 1947, el gobernador Dogra Maharajá Hari Singh estaba indeciso sobre si permanecer con la Unión India o con Pakistán. El gobierno indio envió tropas al principado luego de que el gobernante firmara el Instrumento de Acceso. En 1949, China cerró la frontera entre Nubra y Xinjiang, bloqueando las rutas comerciales. La invasión China al Tíbet en 1950 produjo un gran flujo de refugiados tibetanos hacia la región. En 1962 China invadió y ocupó Aksai Chin, y construyó rutas que la conectaban a Xinjiang y Tíbet. También construyó la carretera Karakoram conjuntamente con Pakistán. India a su vez, construyó la carretera Srinagar-Leh  durante este período, acortando el viaje entre Srinagar a Leh de 16 días a sólo dos. Todo el estado de Jammu y Cachemira continúa siendo disputado entre India y Pakistán por un lado y por China por la otra parte. Kargil fue escenario de guerras en 1947, 1965, 1971 y el punto central de un potencial conflicto nuclear durante la Guerra de Kargil en 1999. En 1979 la región fue dividida en los distritos de Kargil (77 % de mayoría musulmana) y Leh (66% de mayoría budista). En 1989, tuvieron lugar una serie de violentos disturbios entre budistas y musulmanes. Debido a las demandas de autonomía del gobierno dominado por oriundos de Cachemira, en 1993 se creó el Ladakh Autonomous Hill Development Council (ConcejoAutónomo para el Desarrollo Montañés de Ladakh).

### Estatus de territorio de la Unión
Algunos activistas de Leh habían pedido recientemente que Ladakh se constituyera como un territorio de la Unión debido al supuesto trato injusto que se percibe por parte de Cachemira y las diferencias culturales de Ladakh con el valle predominantemente musulmán de Cachemira, mientras que algunos grupos de Kargil se opusieron a la condición de territorio de la unión de Ladakh.
En agosto de 2019, el Parlamento de la India aprobó una ley de reorganización que contenía disposiciones para reconstituir Ladakh como territorio de la Unión, separado del resto de Jammu y Cachemira el 31 de octubre de 2019. En virtud de la ley, el territorio de la Unión es administrado por un vicegobernador que actúa en nombre del Gobierno Central de la India y no tiene una asamblea legislativa o un ministro principal elegido. Cada distrito dentro del territorio de la unión continúa eligiendo un consejo de distrito autónomo como se hizo anteriormente.

## Geografía
Ladakh es la meseta ubicada a mayor altura de la Cachemira india, la mayor parte del mismo se encuentra a más de 3.000 m s. n. m.. Incluye las cadenas del Himalaya y Karakoram como también el valle superior del río Indo. Históricamente Ladakh incluye las zonas relativamente populosas del valle principal del Indo, la zona remota de Zangskar (en el sur) y los valles de Nubra (hacia el norte más allá de Khardung La), el área casi desértica de Aksai Chin, y Kargil  y el valle de Suru hacia el oeste (Kargil es el segundo centro poblado en importancia de Ladakh). Antes de la partición, Baltistán (hoy bajo control pakistaní) era un distrito de Ladakh. Skardu era la capital de Ladakh durante el invierno mientras que Leh lo era durante el verano. 

El valle del Indo cerca de Leh.

Las cadenas montañosas en esta región se formaron durante un período de 45 millones de años mediante el choque y plegado de la Placa India contra la Placa Euroasiática. El desplazamiento continúa hoy hacia el Norte, siendo el causante de frecuentes terremotos en la zona de los Himalayas. Los picos en la cordillera de Ladakh poseen altitudes intermedias en la zona de Zoji-la (5000 a 5500 m), y aumentan hacia el sureste, alcanzando un máximo en las cumbres gemelas del Nun Kun (7000 m).
Los valles Suru y Zangskar forman un gran depresión contenida por los Himalayas y la cadena montañosa de Zanskar. Rangdum es la región habitada ubicada a mayor altura en el valle del Suru, el resto del valle se ubica a una altitud de 4.400 m s. n. m. en Pensi-la, el paso hacia Zanskar. Kargil, el único pueblo en el valle del Suru, fue un importante puerto de paso en las rutas comerciales de las caravanas antes de 1947, Kargil se encuentra más o menos equidistante y a unos 230 kilómetros de Srinagar, Leh, Skardu, y Padum. El valle de Zangskar se encuentra en la depresión de los ríos Stod y Lungnak. La región recibe abundantes nevadas; Pensi-la se encuentra abierto solo desde junio hasta mediados de octubre. El río Indo es la columna vertebral de Ladakh. Todos los pueblos importantes — Shey, Leh, Basgo, y Tingmosgang, se encuentran ubicados en proximidades del río. 

Temperatura promedio mensual en Leh.

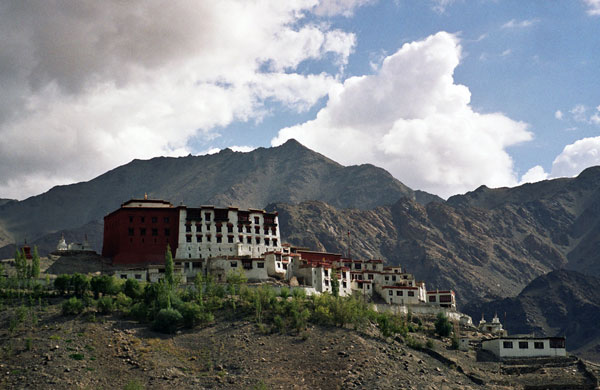
Phyang Gompa, Ladakh, India.

La cadena de Ladakh no posee grandes picos; su altura promedio es algo menos de 6,000 m, y unos pocos pasos de montaña se encuentran a menos de 5,000 m. La cadena Pangong corre paralela a la cadena Ladakh a unos 100 km al noroeste de Chushul, a lo largo de la costa sur del Lago Pangong. Sus cumbres más elevadas alcanzan 6,700 m, y las laderas nortes están cubiertas de grandes glaciares. La región que abarca el valle de los ríos Shyok y Nubra se denomina Nubra. La cadena Karakórum en Ladakh no es tan majestuosa como lo es en la porción que se encuentra en Baltistán. Al norte de Karakórum se encuentra el Kunlun. Por lo tanto, entre Leh y la zona este de Asia Central, existe una triple barrera — la cadena Ladakh, la cadena Karakórum, y Kunlun. Aun así, se desarrolló una importante ruta comercial entre Leh y Yarkand. 
Ladakh es un desierto frío de gran altitud, dado que los Himalayas crean una zona sin lluvias, al evitar la entrada en el área de las nubes del monzón. La principal fuente de agua es la precipitación en forma de nieve que cae en las montañas. Recientes inundaciones ocurridas en el valle del Indo han sido atribuidas a patrones de lluvias anormales, o a la retracción de los glaciares, y en todo caso ambas causas serían atribuibles al calentamiento global. El Leh Nutrition Project  (Proyecto Nutrición Leh) , liderado por Chewang Norphel, conocido como el 'Hombre glaciar', intenta actualmente crear glaciares artificiales como una forma de resolver este problema.

Las regiones en el norte flanquean a los Himalayas — Dras, y los valles del Suru  y Zanskar  — reciben muy fuertes nevadas y todos los años permanecen aislados durante varios meses. Los veranos son cortos, aunque lo suficiente como para permitir el cultivo de granos en las zonas más bajas del valle del Suru. El clima del verano es seco y agradable, con temperaturas promedio de entre 10 a 20 °C, mientras que durante el invierno, la temperatura puede descender hasta −50 °C. Después de Siberia, es la zona habitada más fría del mundo. La falta de vegetación hace que la proporción de oxígeno en el aire sea menor a la que existe en otros sitios de alturas similares. Existe un muy bajo contenido de humedad que ayude a mitigar los efectos del aire enrarecido. Ladakh se encuentra en la zona de ciclones  catalogada como de Muy alto riesgo de daños.

## Puertos de montaña
La región se ha convertido en las últimas décadas en un paraíso para los amantes del cicloturismo y senderismo entre otras actividades en contacto con la naturaleza.
Una cosa interesante a tomar en cuenta es que la mayoría del turismo venido al lugar es realizado mayormente en verano dado la altitud considerable del lugar, por encima de los 4000 m.s.n.m en mayor parte salvo en algunos valles de los ríos que se alcanzan altitudes inferiores. De hecho, el área es conocida como 'frío desierto' o 'cold desert' por su paisaje árido. Las carreteras están cerradas hasta verano por las grandes acumulaciones de nieve.
A continuación se enlistarán los pasos de montaña, con denominación de 'La' por las raíces tibetanas del lugar.
| Nombre                          | Carretera                          | Pavimento | Coordenadas                                  | Altitud |
| ------------------------------- | ---------------------------------- | --------- | -------------------------------------------- | ------- |
| Mig La                          | en construcción Likaru-Fukche Road |           |                                              | 5800+   |
| Umling La                       | Chisumle-Demchok Road              | Si        |                                              | 5793    |
|                                 | Lalung Valley Road                 | No        |                                              | 5780    |
| Kugrang Mountains Military Post |                                    | No        |                                              | 5700    |
|                                 | Tulang Valley Road                 | No        |                                              | 5630    |
| Marsimik La                     |                                    | No        |                                              | 5590    |
| Karakoram La                    |                                    | No        |                                              | 5542    |
|                                 | Ghapsan Road                       | No        |                                              | 5540    |
| Photi La                        |                                    | No        |                                              | 5524    |
| Lenak La                        |                                    | No        |                                              | 5519    |
| Kaksang La                      |                                    | No        |                                              | 5436    |
| Khamtra La                      |                                    | No        | 32°38′17″N 79°08′05″E / 32.638019, 79.134718 | 5420    |
| Saser La                        |                                    | No        |                                              | 5412    |
| Depsang La                      |                                    | No        |                                              | 5376    |
| Ane La                          |                                    | No        |                                              | 5370    |
| Chang La                        |                                    | No        |                                              | 5360    |
| Khardung La                     |                                    | Si        |                                              | 5359    |
| Taglang La                      | Leh-Manali Highway                 | Si        |                                              | 5328    |
| Wari La                         |                                    | No        |                                              | 5312    |
| Boizardin La/Norbu La           |                                    | Si        |                                              | 5298    |
| Kiari La                        |                                    | No        | 33°27′10″N 78°02′39″E / 33.452861, 78.044161 | 5220    |
| Salsal La                       |                                    | No        |                                              | 5201    |
| Rezang La                       |                                    | No        |                                              | 5199    |
| Xiūpû La1                       |                                    | No        |                                              | 5200    |
| Rèfàng La                       |                                    | No        |                                              | 5143    |
| Chorbat La                      |                                    | No        |                                              | 5141    |
| Thit Zarbo La                   |                                    | No        |                                              | 5107    |
| Shinku La                       |                                    | No        |                                              | 5090    |
| Sathato La                      |                                    | No        |                                              | 5082    |
| Lachulung La                    | Leh-Manali Highway                 | Si        |                                              | 5059    |
| Kongta La                       |                                    | No        |                                              | 5027    |
| Yar La                          |                                    | No        |                                              | 4998    |
| Polokongka La                   |                                    | No        |                                              | 4996    |
| Norbu La                        |                                    | No        | 33°27′10″N 78°02′39″E / 33.452861, 78.044161 | 4974    |
| Karam Singh Hill                |                                    | No        |                                              | 4970    |
| Namashang La/Kiagar La          |                                    | Si        |                                              | 4960    |
| Singi La                        |                                    | No        |                                              | 4952    |
|                                 | Bhimbat Nala Road                  | No        |                                              | 4950    |
| Charchagan La                   |                                    | Si        |                                              | 4924    |
| Hor La                          |                                    | No        |                                              | 4908    |
| Karlunge La                     |                                    | No        | 32°37′26″N 78°59′46″E / 32.623922, 78.996178 | 4905    |
| Lamzo La                        |                                    | No        |                                              | 4902    |
| Gongma La                       | Hanle-Ukdungle Road                | No        | 32°40′39″N 78°59′07″E / 32.677577, 78.985238 | 4870    |
| Thakung Top                     |                                    | No        |                                              | 4830    |
| Shilung La                      |                                    | No        |                                              | 4808    |
| Sirsir La                       |                                    | No        |                                              | 4804    |
| Nakee La                        | Leh-Manali Highway                 | Si        |                                              | 4769    |
| Point 5240(Indian Post)*        |                                    | No        |                                              | 4760    |
| Point 5289(Indian Post)*        |                                    | No        |                                              | 4740    |
| Chang La(Demchok)               |                                    | No        |                                              | 4730    |
| Point 5105(Indian Post)*        |                                    | No        |                                              | 4700    |
| Tsaka La                        |                                    | No        |                                              | 4646    |
| Jiâoguō La2                     |                                    | No        |                                              | 4615    |
| Diéêrdî La3                     | Rìsōng-Indus Valley Road           | No        |                                              | 4576    |
| Gyu La                          |                                    | No        |                                              | 4550    |
| Umba La                         |                                    | No        |                                              | 4496    |
| Pensi La                        |                                    | No        |                                              | 4494    |
| Khyupa La                       |                                    | No        |                                              | 4424    |
| Bumiktse La                     |                                    | No        |                                              | 4420    |
| Margum La                       |                                    | No        |                                              | 4396    |
| Sapi La                         |                                    | No        |                                              | 4395    |
| Spanggur Gap                    |                                    | No        |                                              | 4309    |
| Manman Top                      |                                    | No        | 34°23′20″N 75°48′30″E / 34.388788, 75.808368 | 4290    |
| Harong La                       |                                    | No        |                                              | 4275    |
| Shashi La                       |                                    | No        |                                              | 4264    |
| Changi La                       |                                    | No        |                                              | 4235    |
| Archu La                        |                                    | No        |                                              | 4199    |
| Kaobal Gali                     |                                    | No        |                                              | 4167    |
| Fotu La                         |                                    | Si        |                                              | 4108    |
| Kildang La                      |                                    | No        |                                              | 4092    |
| Hamboting La                    |                                    | Si        |                                              | 4057    |
| Chochogori La                   |                                    | No        |                                              | 3996    |
| Tsermangchen La                 |                                    | Si        |                                              | 3882    |
| Mebtak La                       |                                    | No        |                                              | 3850    |
| Namika La                       |                                    | Si        |                                              | 3824    |
| Chagatse La                     |                                    | Si        |                                              | 3725    |
| Kuksho La                       | Kukshow Road                       | No        |                                              | 3682    |
| Phobe La                        |                                    | Si        |                                              | 3630    |
| Ronga La4                       | Srinagar-Leh Highway               | Si        |                                              | 3550    |
| Bongbong La                     |                                    | No        |                                              | 3530    |
| Zoji La                         | Srinagar-Leh Highway               | No        |                                              | 3528    |
| Kuki La                         |                                    | No        |                                              | 3340    |

()1,2,3 :Carreteras dentro de la región en disputa de Demchok, controlada por la India pero reclamada por China como parte del Tíbet. Los nombres de los puertos de montaña corresponden a mapas digitales de China.
()*. Son carreteras de acceso militar cercana a la L.O.C, es decir, a la frontera provisional entre India y Pakistán. Zona fuertemente militarizada.
()4: Antiguo puerto de montaña entre las localidades de Basgo y Saspul no marcado en la carretera

## Flora y fauna

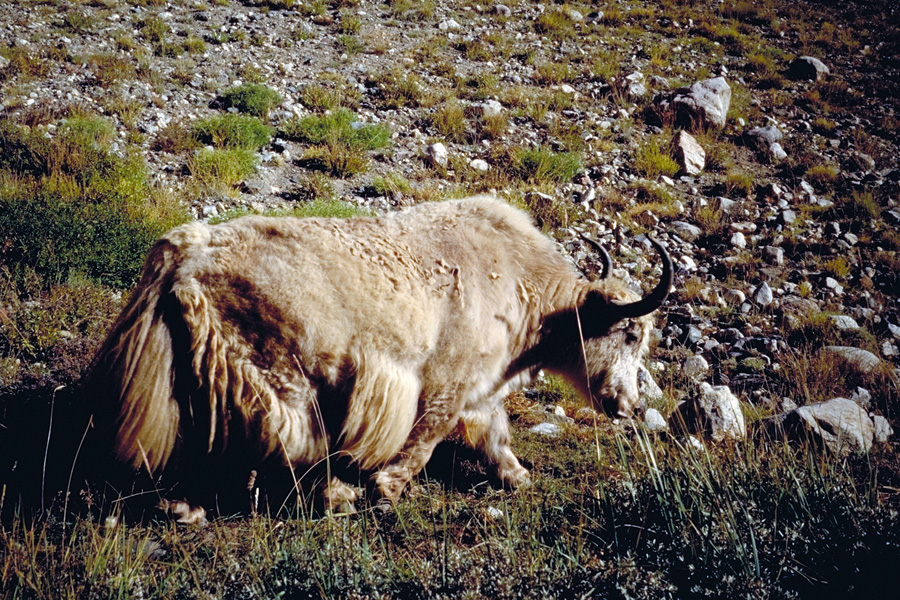
Yak blanco.

La vida silvestre de esta región fue inicialmente estudiada por Ferdinand Stoliczka, un paleontólogo, austríaco/checo, durante una gran expedición que llevó a cabo en la región durante la década de 1870. La vegetación es extremadamente rala en Ladakh excepto a lo largo de los cursos de agua y zonas bajas, y en zonas irrigadas.
En general la fauna de Ladakh posee muchos puntos en común con la de Asia Central y en particular con la fauna de la meseta del Tíbet. Una excepción a esto son las aves, muchas de las cuales migran desde partes cálidas de la India y pasan el verano en Ladakh. Para ser un área extremadamente árida, Ladakh posee una gran diversidad de aves — habiéndose identificado un total de 225 especies. Numerosas especies de jilgueros, tordos, redstarts (como el colirrojo tizón) y abubillas son comunes en verano. La gaviota reidora de cabeza marrón puede ser observada durante el verano en el río Indo y en algunos lagos de Changthang. Algunas aves acuáticas residentes son el pato tarro canelo y el ánsar indio. En ciertas partes de Ladakh se encuentra la grulla de cuello negro, que es una rara especie de la meseta tibetana. Otras aves son el cuervo, la chova piquirroja, la gallina de nieve tibetana y la perdiz de chukar. El quebrantahuesos y el águila real son rapaces comunes por estas zonas.
El bharal u "oveja azul" es común en los Himalayas, habita en una zona amplia que va desde Ladakh hasta Sikkim. El ibex que prefiere terrenos escarpados de Europa, norte de África, y Asia posee una población de varios miles de ejemplares en Ladakh. La región es también habitada por varios miles de ejemplares de la rara oveja Urial tibetana, la misma prefiere zonas no muy elevadas, principalmente valles con ríos donde compite con animales domésticos. Existen en Ladakh unos pocos cientos de ovejas Argali con enormes cuernos curvados, que están relacionadas con la oveja de Marco Polo del Pamir. El antílope tibetano, es una especie amenazada (inglés indio chiru, ladakhi tsos) ya que ha sido cazado tradicionalmente por su fina lana, shahtoosh, que es muy valorada por ser sumamente liviana, cálida y es un símbolo de estatus. La gacela tibetana, es un animal extremadamente raro, su hábitat se encuentra cerca de la frontera con Tíbet en el sureste de Ladakh. El Kyang, o asno salvaje tibetano, es un habitante común de las pasturas de Changthang, existiendo unos 1500 ejemplares. Existe una población de unos 200 leopardos de las nieves en Ladakh, especialmente en el Hemis High Altitude National Park. Otros felinos de Ladakh son aún más raros que el leopardo de la nieve, por ejemplo el lince del cual hay unos pocos individuos, y el gato Pallas que se asemeja a un gato doméstico. El lobo del Tíbet, es muy perseguido ya que a veces ataca el ganado de los ladakhis, estimándose una población de solo 300 ejemplares. También existen unos pocos osos pardos en el valle de Suru y en Dras. En esta región se han descubierto recientemente ejemplares del zorro de arena tibetano. Entre los animales más pequeños, es común encontrar, marmotas, liebres, y varios tipos de pika y vole.

### Galería

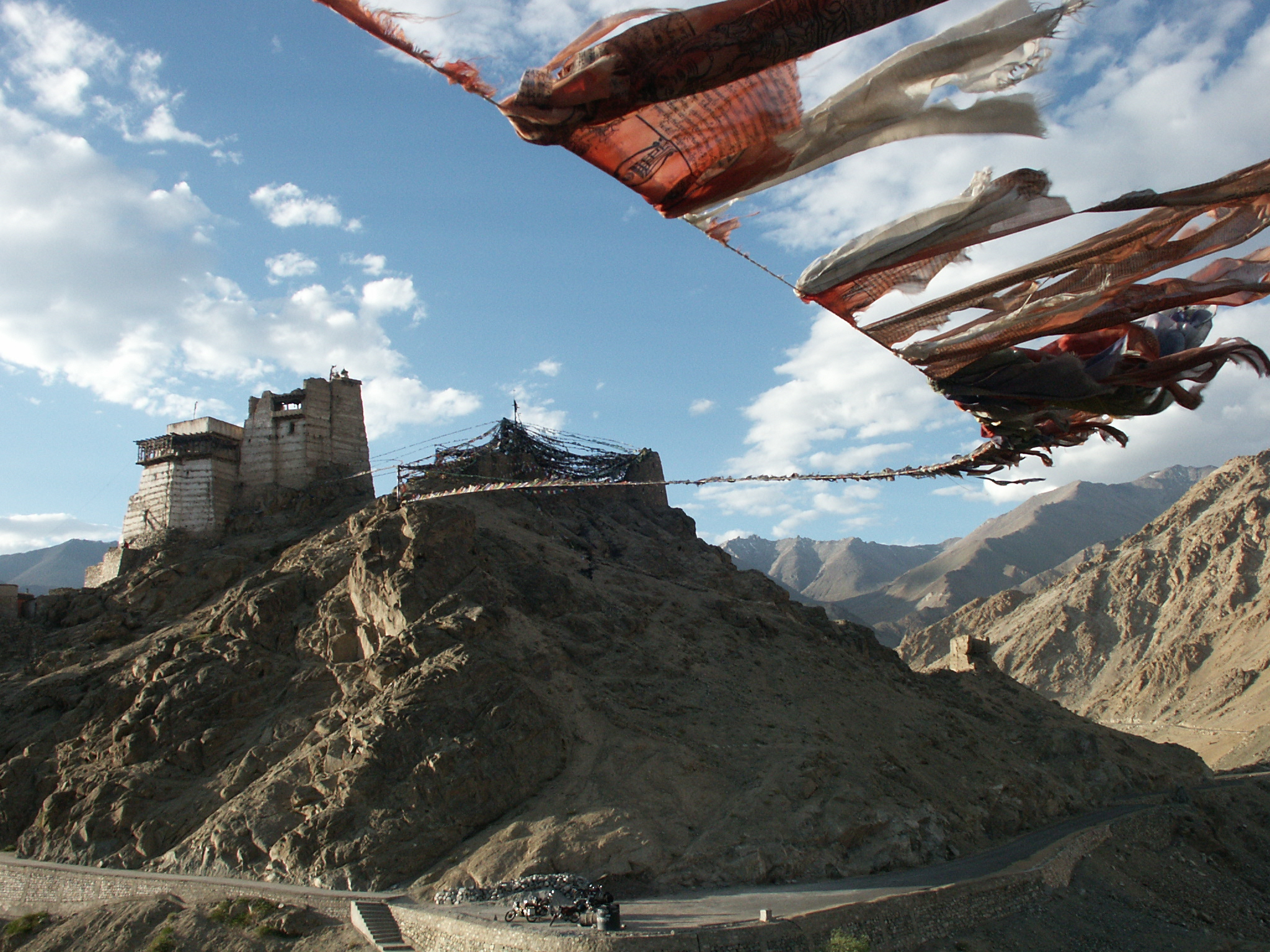
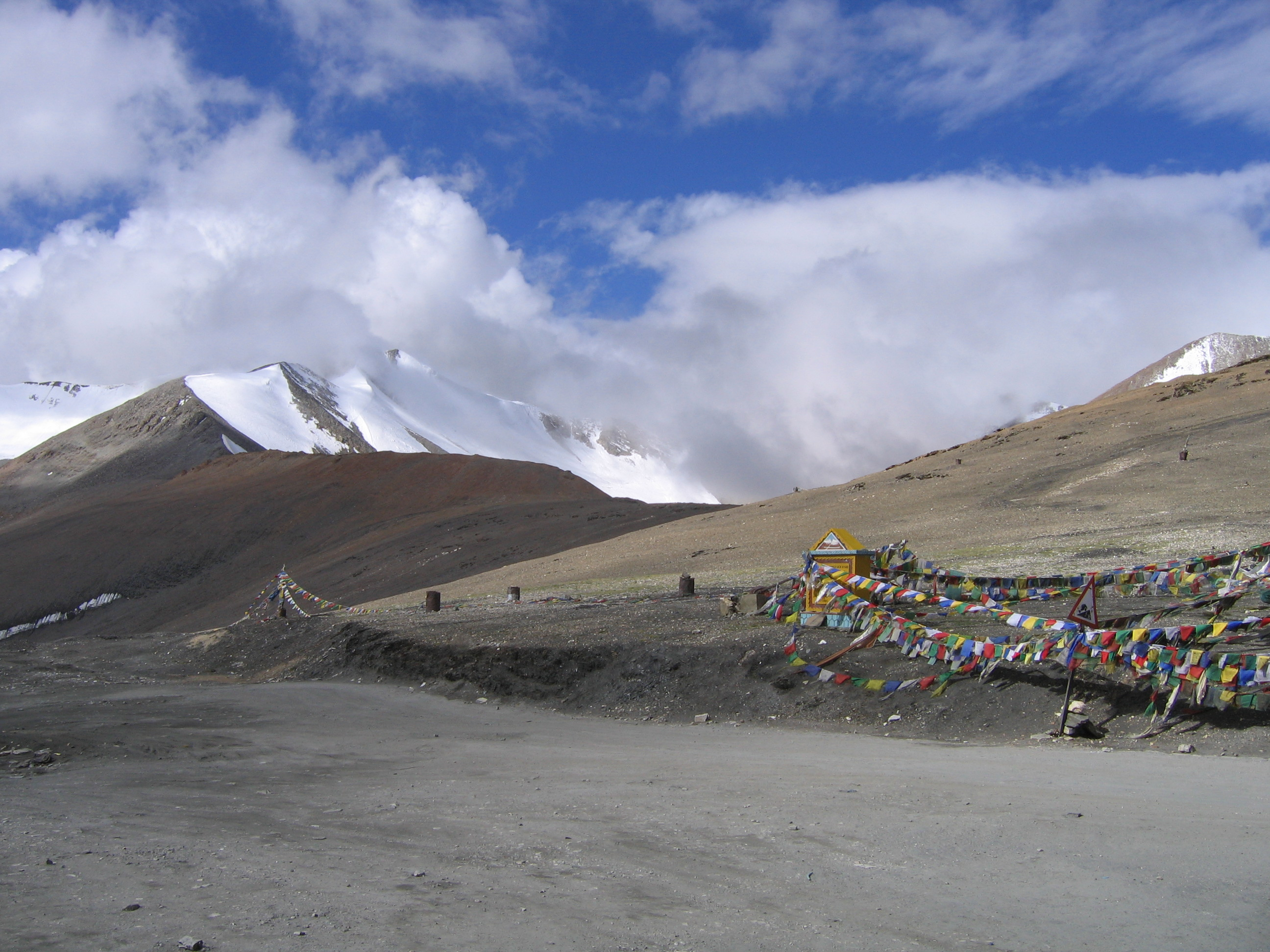
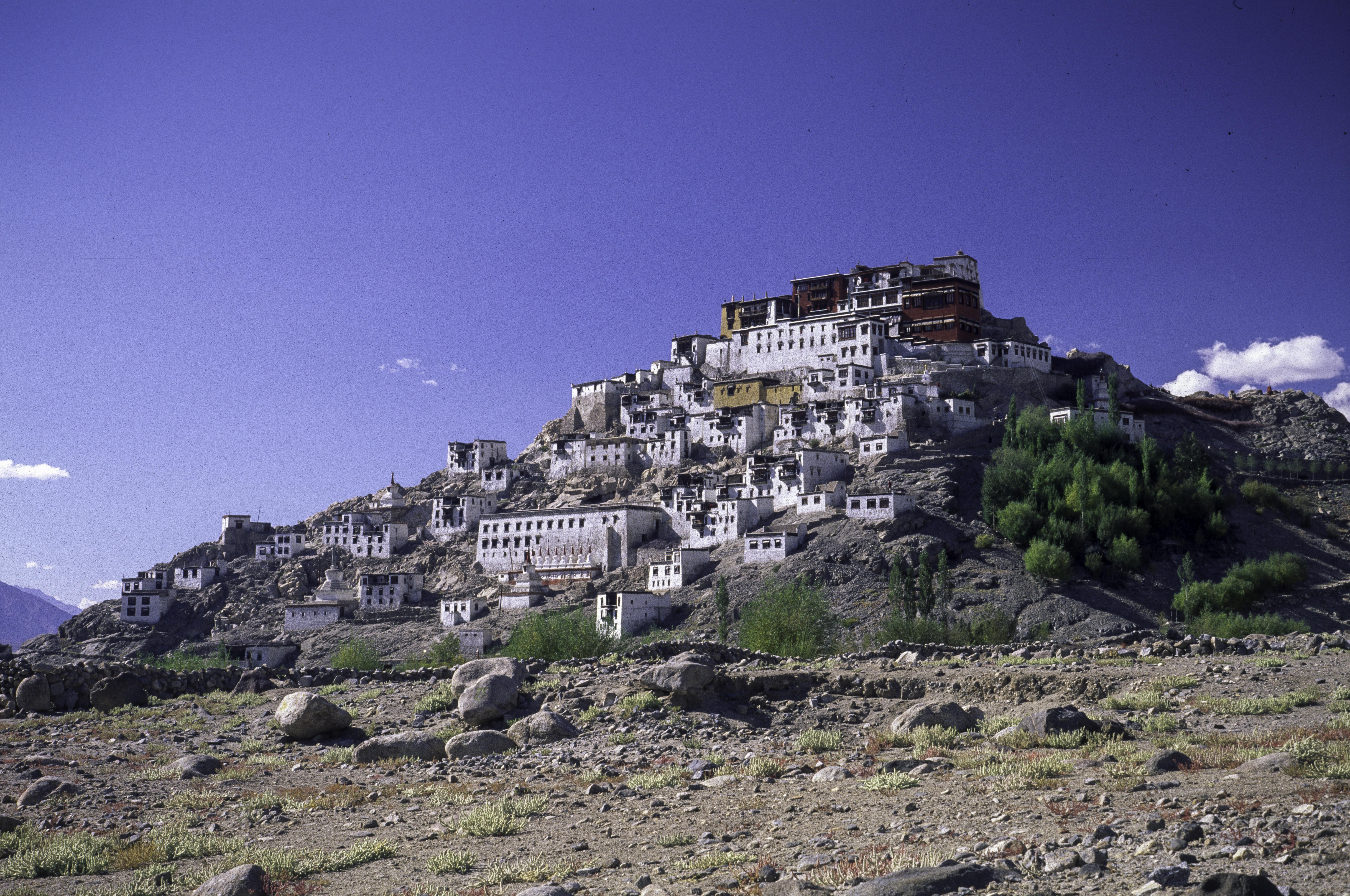
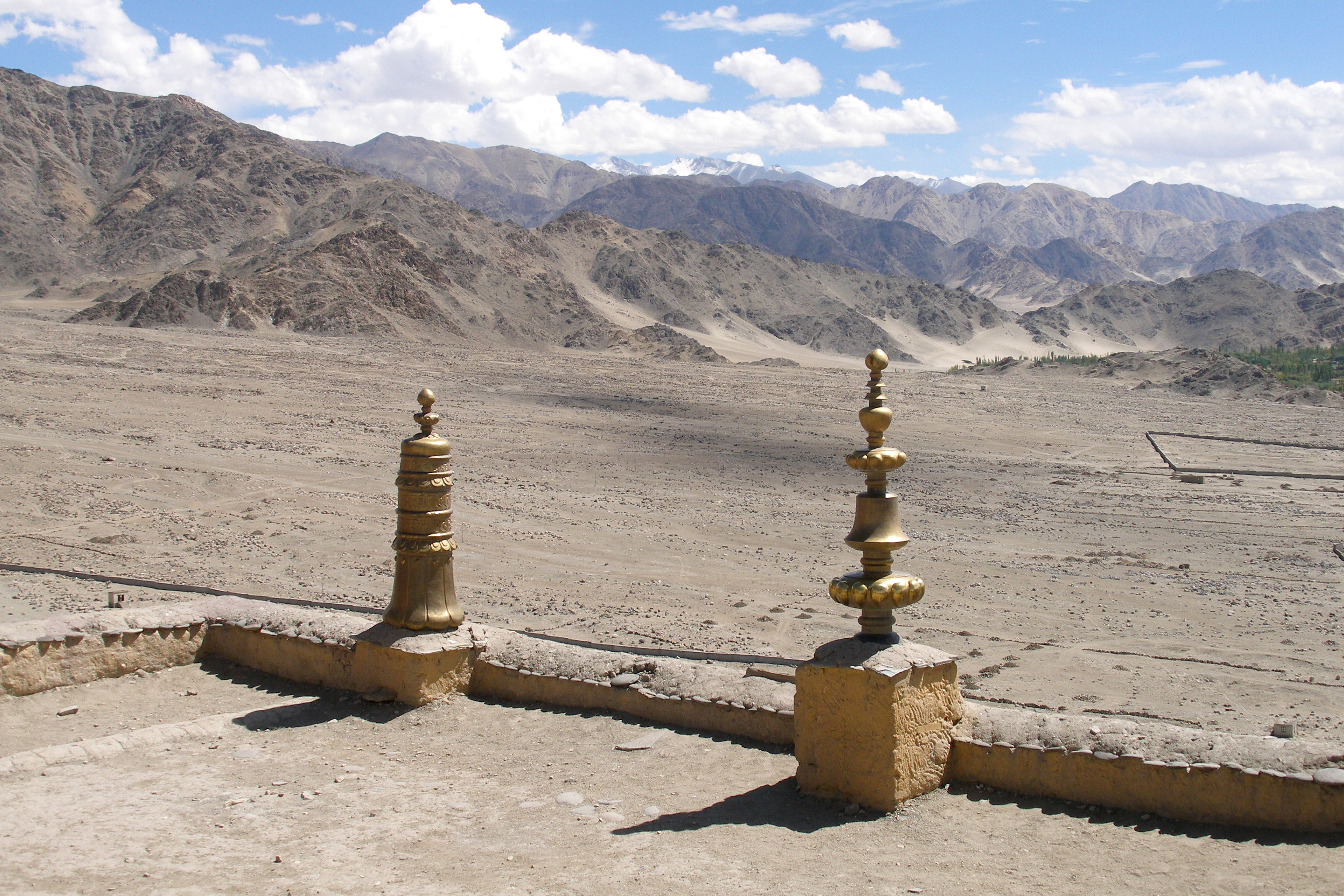
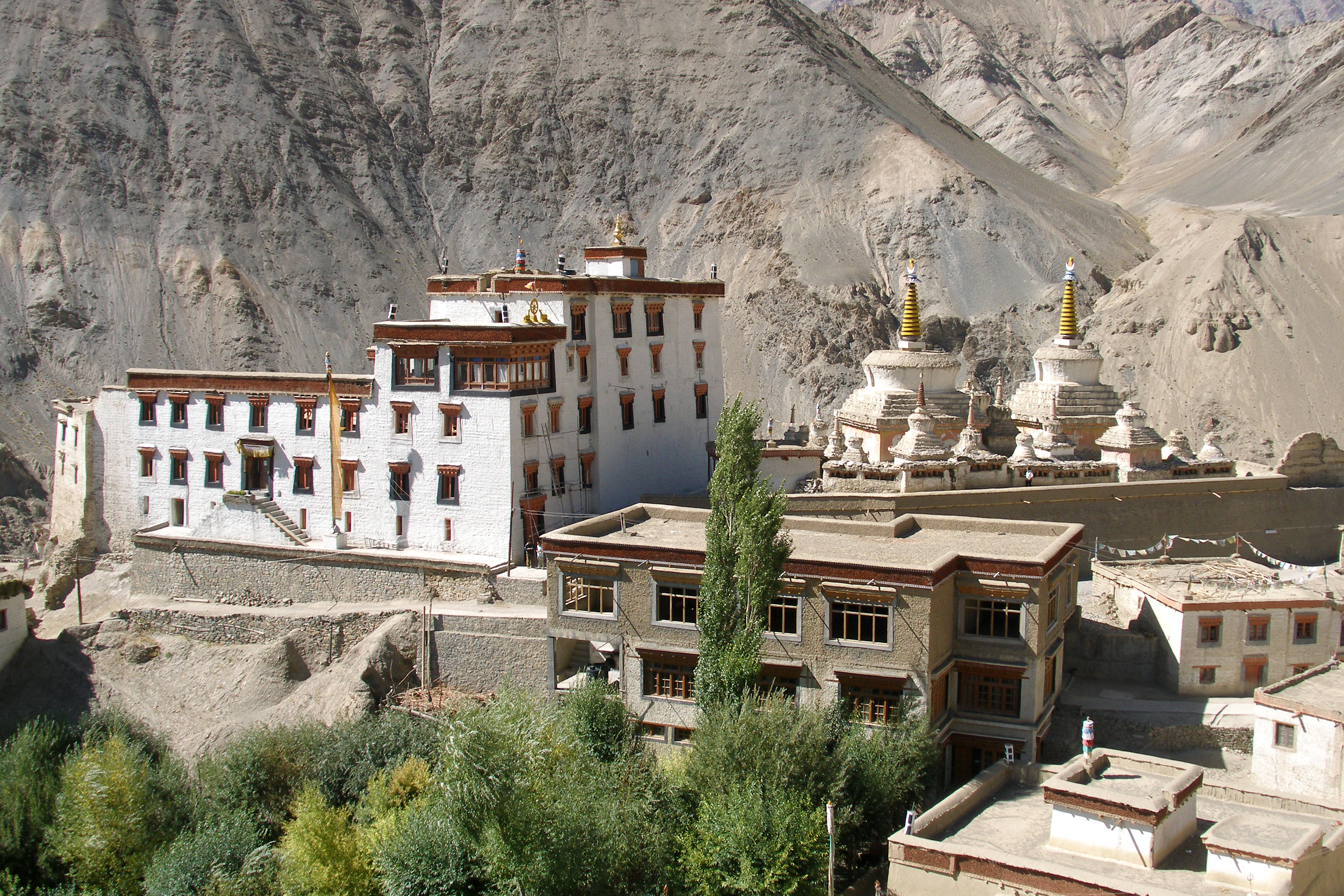
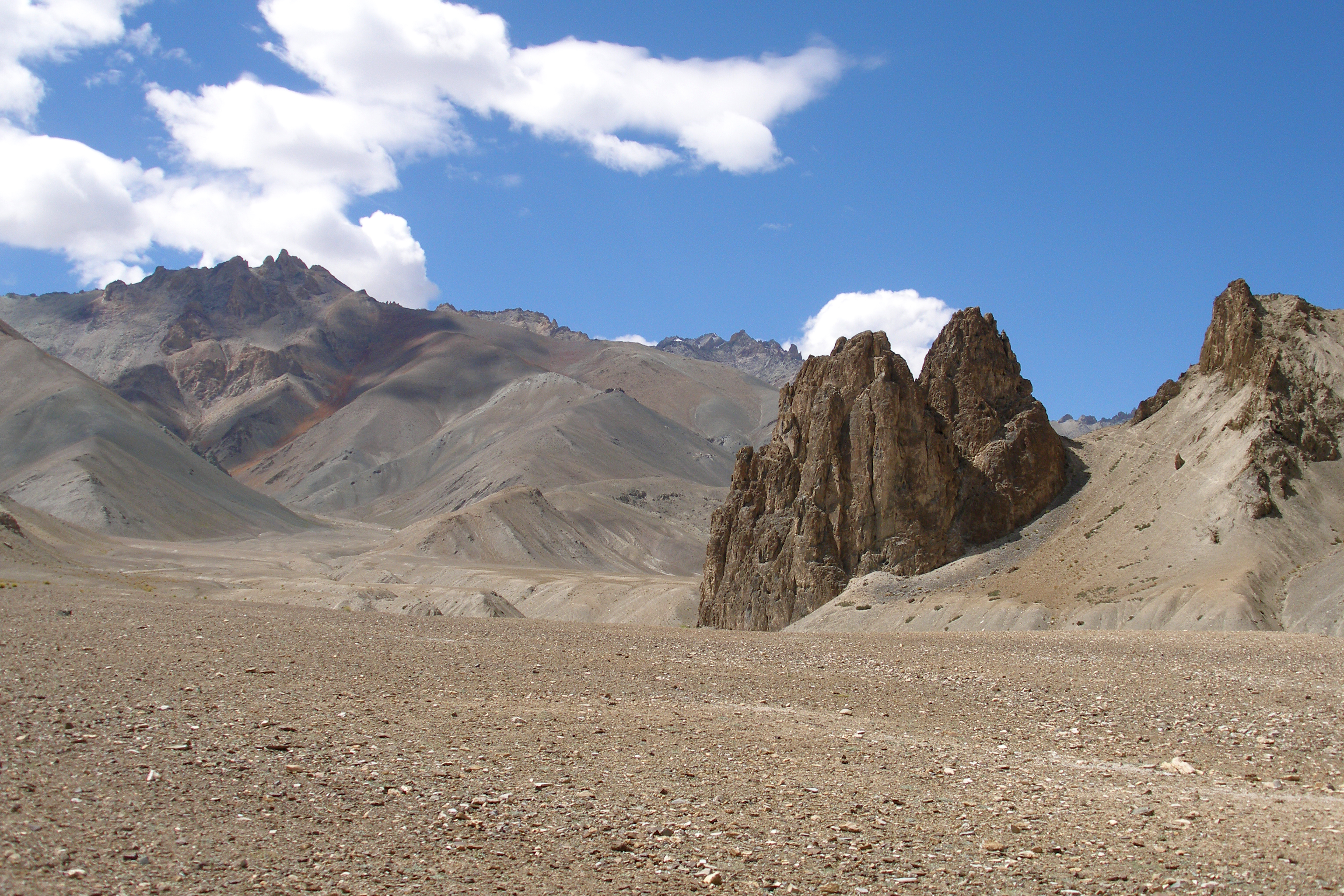
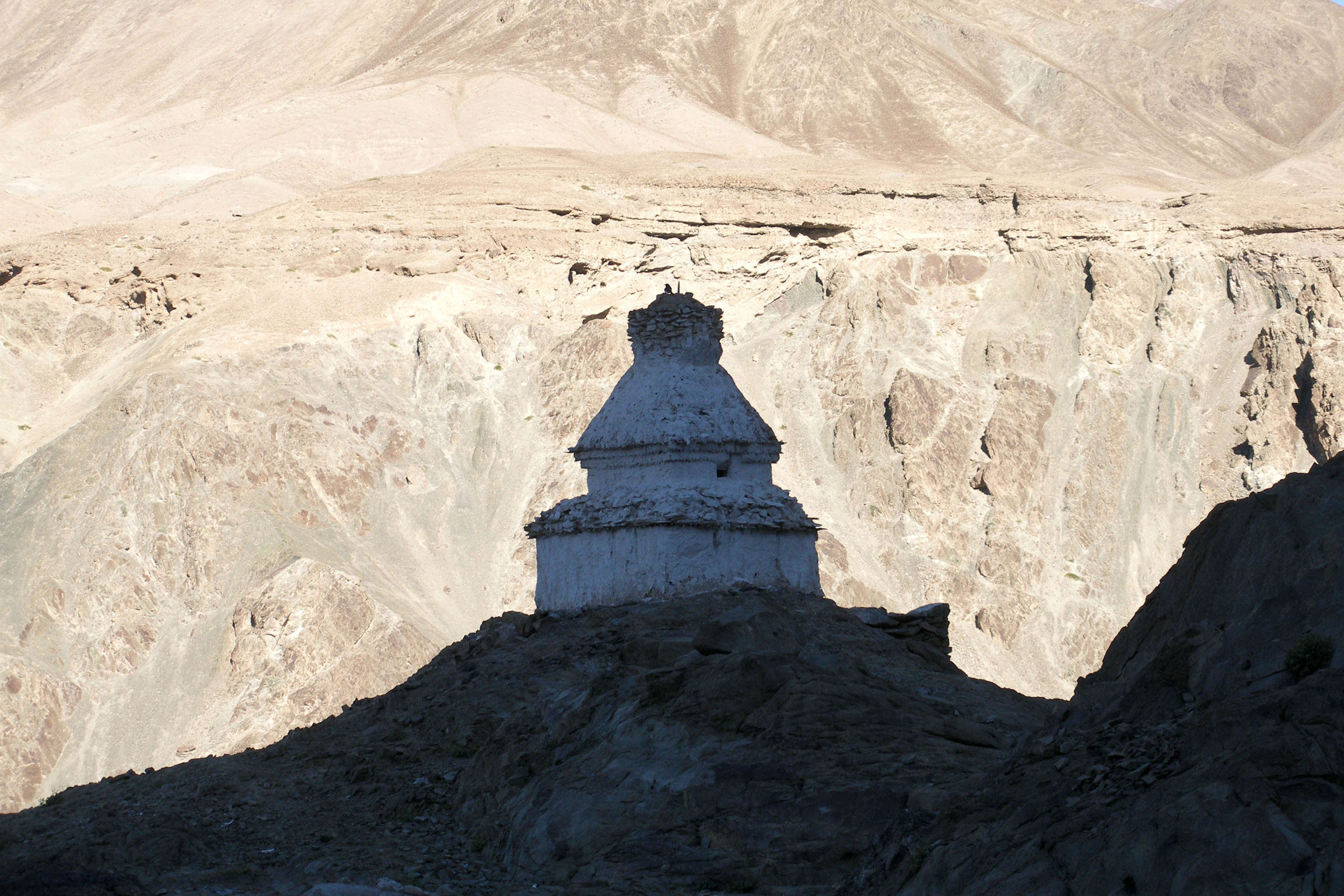
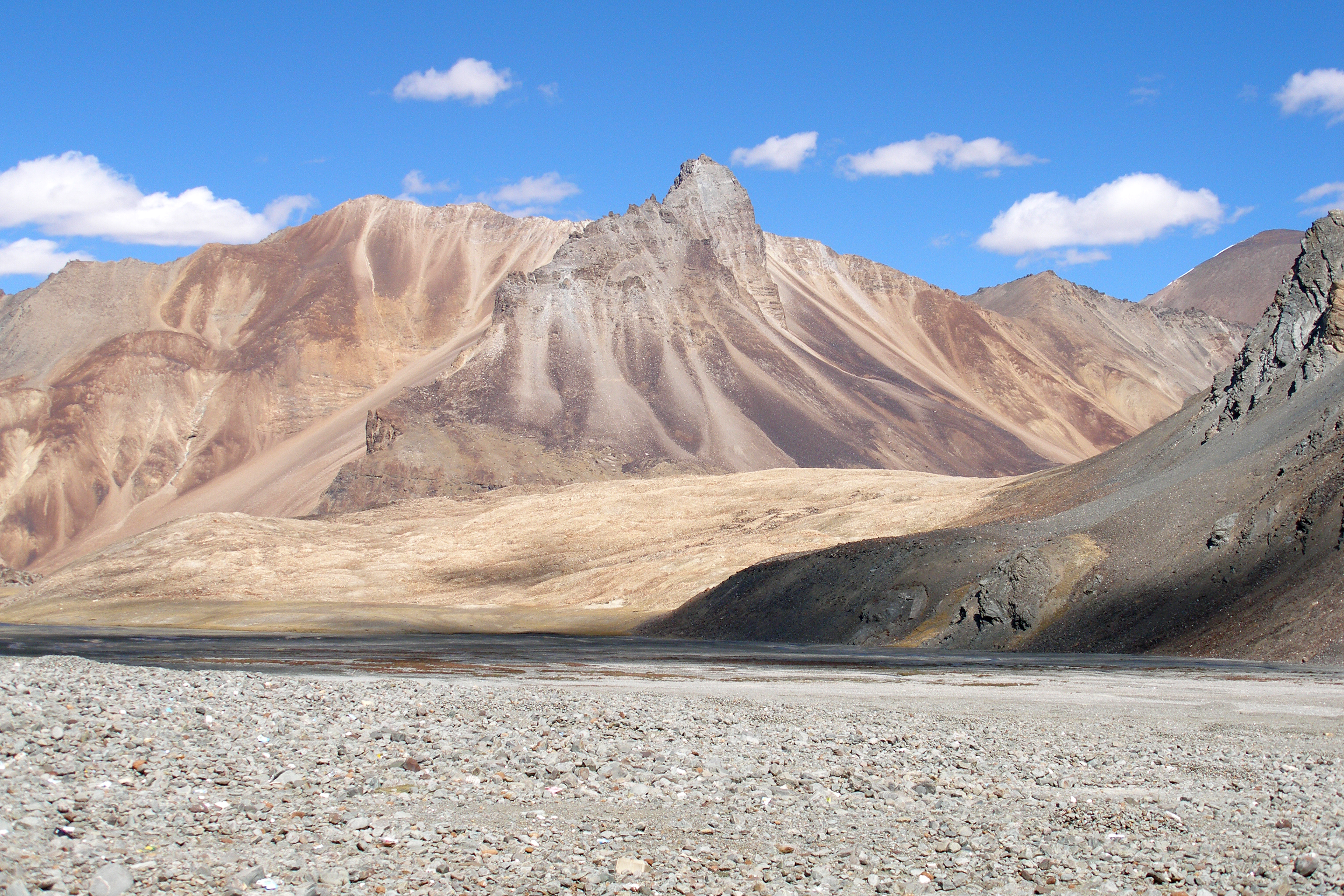

## Gobierno y política
Hasta 2019 Ladakh estaba organizado en dos distritos Jammu y Cachemira: Leh y Kargil. Cada uno de ellos gobernado por un "Consejo autónomo de desarrollo de Ladakh", los cuales están basados según el esquema del "Consejo autónomo de desarrollo de Darjeeling Gorkha".
Los mismos fueron creados como una solución de compromiso a las demandas de la gente de Ladakhi de que el distrito de Leh se convirtiera en un territorio tipo unión a causa de sus diferencias religiosas y culturales con Cachemira. 
En octubre de 1993, el gobierno indio y el gobierno provincial acordaron otorgarle a cada distrito de Ladakh el estatus de Autonomous Hill Council. Este acuerdo quedó asentado en el Acta del Consejo Autónomo de Desarrollo de Ladakh de 1995. El consejo cobró vida con la realización de las elecciones en el distrito de Leh el 28 de agosto de 1995. La reunión inaugural del consejo se realizó en Leh el 23 de septiembre de 1995. Kargil siguió los pasos de Ladakh en julio del 2003, cuando se creó el Ladakh Autonomous Hill Development Council - Kargil. El consejo funciona mediante panchayats de las villas que toman decisiones sobre desarrollo económico, salud, educación, uso de la tierra, impuestos, y temas de gobierno locales que son luego revisados en el Departamento Central en presencia del Concejal Ejecutivo Supremo y Concejales Ejecutivos. El gobierno de Jammu y Cachemira se ocupa de los aspectos vinculados con la ley y el orden, el sistema judicial, las comunicaciones y la educación universitaria en la región. Ladakh envía un miembro al Lok Sabha (cámara de diputados del parlamento indio) aunque desde un punto de vista internacional Ladakh aún es un territorio disputado por India y Pakistán. El representante actual de Ladakh en el parlamento es Thupstan Chhewang del Ladakh Union Territory Front (LUTF).
Si bien en general ha habido armonía en temas religiosos en Ladakh, en las últimas décadas la religión ha tendido a politizarse. Los neo-budistas de Cachemira fundaron en 1931 el Kashmir Raj Bodhi Mahasabha que dio origen a ciertos planteamientos separatistas de los musulmanes. La división de la región en 1979 en el distrito de Kargil con mayoría musulmana y el distrito de Leh con mayoría budista nuevamente puso sobre el tapete este tema. Los budistas de Ladakh acusaban al gobierno provincial de mayoría musulmana de apatía, corrupción y favoritismo hacia los musulmanes. Por estas razones, reclamaron el establecimiento de un estatus de unión territorial para Ladakh. En 1989, tuvieron lugar violentas revueltas entre budistas y musulmanes, provocando que la Ladakh Buddhist Association lanzara un llamado a realizar un boicot social y económico de los musulmanes que se prolongó durante tres años antes de ser eliminado en 1992. La Ladakh Union Territory Front (LUTF), que controla el Ladakh Autonomous Hill Development Council - Leh, reclamaba un estatus de unión territorial para Ladakh.
En virtud de la Ley de reorganización de Jammu y Cachemira, Ladakh desde 2019 es administrado como un Territorio de la Unión sin una asamblea legislativa ni un gobierno elegido. El jefe de gobierno es un vicegobernador nombrado por el presidente de la India y asistido por funcionarios del Servicio Administrativo de la India. Ladakh está bajo la jurisdicción del Tribunal Superior de Jammu y Cachemira. El territorio sindical de Ladakh tiene su propia fuerza policial encabezada por un director general de la Policía.

## Economía

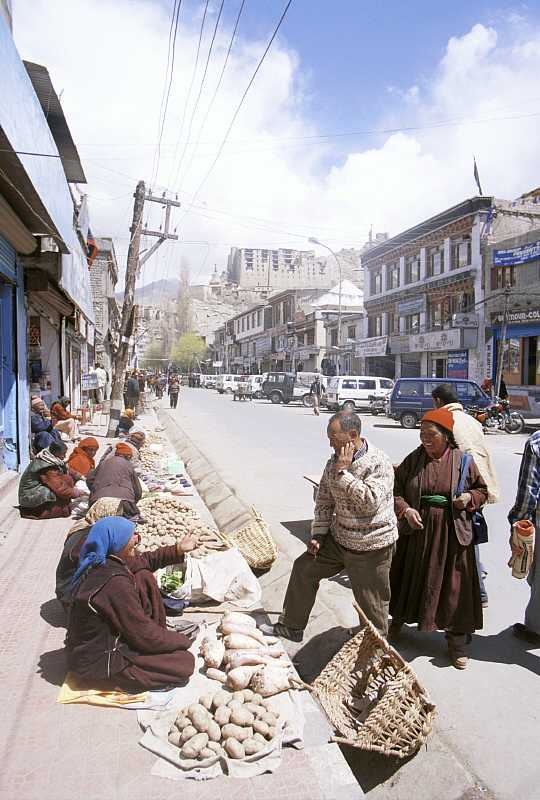
Mercado en Leh.

Durante siglos, Ladakh disfrutó de una economía estable que permitía el autoabastecimiento mediante el cultivo de cebada, trigo y arvejas, y cuidando ganado, especialmente yak, dzos (cruza de yak y ganado vacuno), vacas, ovejas y cabras. A altitudes entre 3,000 a 4,300 m, la temporada agrícola solo se extiende por unos pocos meses cada año. Los animales son escasos y la disponibilidad de agua es limitada. Los habitantes de Ladakh desarrollaron un sistema de agricultura en pequeña escala adaptado a sus particulares condiciones ambientales. La tierra es irrigada mediante un sistema de canales que captan el agua del deshielo y nieves de las montañas. Las principales cosechas con cebada y maíz. Aunque previamente el arroz era un lujo en Ladahk, actualmente el gobierno lo subsidia por lo que se ha convertido en un producto asequible.
A bajas alturas se cultiva fruta, mientras que las zonas elevadas de la región de Rupshu se reserva para los pastores nómades. En el pasado, el exceso de producción era canjeado por té, azúcar, sal y otros bienes. Dos productos que se exportan son damascos y pashmina. Actualmente, los vegetales representan un gran porcentaje de la actividad comercial relacionada con la agricultura, los mismos se venden en grandes cantidades al ejército indio como también en el mercado local. La producción se encuentra concentrada en manos de pequeños propietarios que trabajan su propia tierra, a menudo se utiliza mano de obra de trabajadores migrantes de Nepal. La cebada desnuda (Ladakhi: nas, Urdu: grim) es un alimento básico tradicional en todo Ladakh. Las temporadas de cultivos varían en forma considerable con la altura. La cota superior para los cultivos se encuentra en Korzok, en el lago Tso-moriri, a 4,600 m, que son considerados los cultivos de mayor altura en el mundo.
En el pasado se sacó sumo provecho, de la posición geográfica de Ladakh en un punto de cruce de algunas de las rutas comerciales más importantes de Asia. Los ladakhies recolectaban impuestos sobre las mercancías que cruzaban el reino desde Turquestán, Tíbet, Punyab, Cachemira y Baltistán. Una pequeña proporción de ladakhies eran empleados por los mercaderes y dueños de las caravanas, facilitando el comercio de textiles, alfombras, colorantes y narcóticos entre Panyab y Xinjiang. Sin embargo, desde que el gobierno chino clausuró las fronteras con Tíbet y Asia Central, este intercambio internacional se ha terminado.
Desde 1974, el gobierno indio ha promovido un desplazamiento del trekking y otras actividades turísticas de la región turbulenta de Cachemira hacia las zonas menos afectadas de Ladakh. Si bien el turismo solo da trabajo al 4% de la población trabajadora de Ladakh, hoy aporta el 50% del producto bruto de la región. Un gran porcentaje de empleo público y grandes proyectos de infraestructura — que incluyen, carreteras claves — han ayudado a consolidar una nueva economía y crear una alternativa urbana a la producción agrícola. La comida subsidiada, el empleo público, la industria del turismo, y la nueva infraestructura han acelerado la migración del campo hacia Leh.
El turismo de aventura comenzó en Ladakh en el siglo XIX. A comienzos del siglo XX, era común que los oficiales británicos realizaran un viaje de 15 días desde Srinagar a Leh como parte de sus vacaciones anuales. Pronto se establecieron agencias en Srinagar y Shimla que se especializaban en actividades como caza, pesca y trekking. Esta era está reflejada en la obra de Arthur Neves The Tourist's Guide to Kashmir, Ladakh and Skardo, cuya primera edición data de 1911. Actualmente, cada año unos 30 000 turistas visitan Ladakh. Entre los sitios más populares a visitar se encuentran Leh, el valle de Drass, el Valle de Suru, Kargil, Zanskar, Zangla, Rangdum, Padum, Phugthal, Sani, Stongdey, Shyok Valley, Sankoo, Salt Valley y varias rutas populares de trek tales como desde Manali a Ladakh, el Valle de Nubra y los valles del Indo.

## Demografía

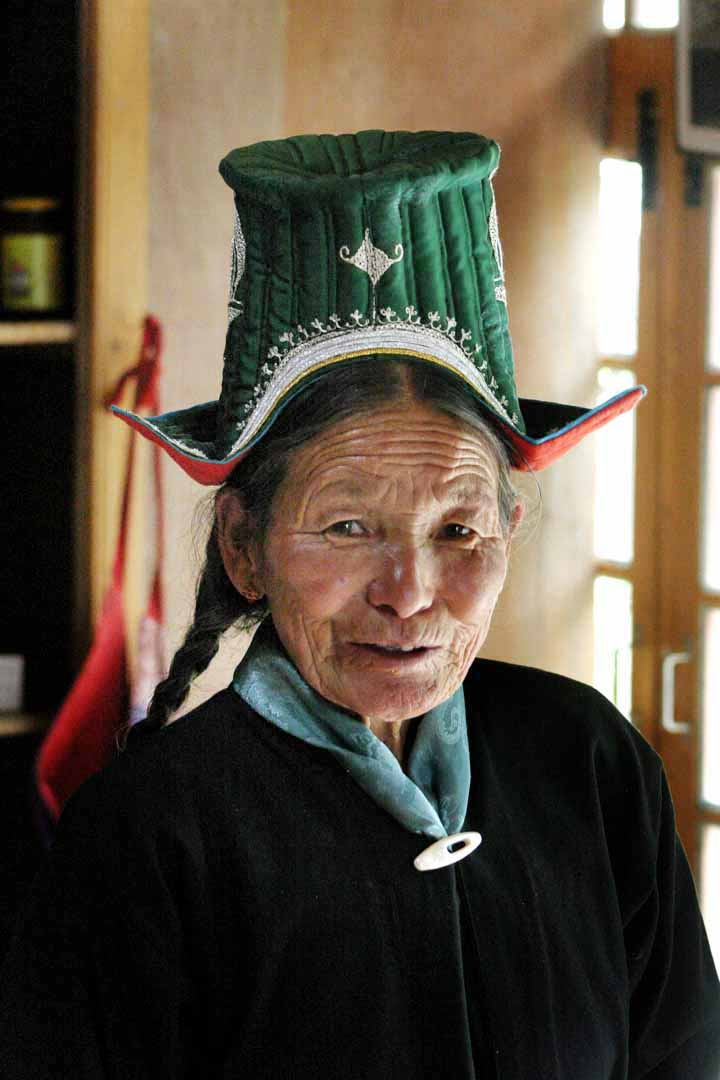
Mujer de Ladakh, con vestido y gorro tradicional.

Ladakh posee una población de 260,000 habitantes que es una mezcla de varias razas, las predominantes son los tibetanos, Mons y dardos. La población de ascendencia dardo está principalmente asentada en las zonas de Dras y Dha-Hanu. Los residentes de Dha-Hanu, que son llamados Brokpa, son practicantes del budismo tibetano y han preservado muchas de sus tradiciones y costumbres dárdas. Sin embargo los dardos de la zona de Dras, se han convertido al islam y han sido muy influenciados por sus vecinos cachemiros. Los mons son descendientes de primitivos migrantes indios que se establecieron en Ladakh. Ellos ejercen oficios como músicos, herreros y carpinteros. 
Los chiitas por lo general se encuentran entre los pueblos balti y purig. Los ladakhis son mayoritariamente de raíces tibetanas con algo de aporte de las etnias dardic o mon. Los nómades changpa que viven en la estepa Rupshu se encuentran más emparentados con los tibetanos. Desde comienzos de la década de 1960 la cantidad de nómades han ido creciendo en la medida que los nómades Chang Thang que se encuentran tras la frontera han escapado del Tíbet bajo dominio chino. En el distrito de Leh hay unos 3,500 refugiados tibetanos provenientes de todas partes de Tíbet. Sin embargo, unos 2000 nómades principalmente de la comunidad de Kharnak, han abandonado su vida nómada y se han asentado en Leh. Arghons musulmanes, descendientes de comerciantes de Cachemira o Asia central y mujeres ladakhi, viven principalmente en los poblados de Leh y Kargil. Al igual que otros ladakhis, los baltis de Kargil, Nubra, valle de Suru y Baltistan poseen una fuerte influencia tibetana que se manifiesta en sus rasgos y lenguaje, y eran budistas hasta hace poco tiempo atrás. 
La tasa total de natalidad en el 2001 fue 22.44, siendo de 21.44 entre los musulmanes y 24.46 entre los budistas. Brokpas tenía la más elevada TTN con 27.17 y Arghuns la más baja con 14.25. La tasa total de mortalidad fue 15.69.
| Año | Distrito de Leh | Distrito de Leh | Distrito de Leh   | Distrito de Kargil | Distrito de Kargil | Distrito de Kargil |
| Año | población       | población       | relación de sexos | población          | población          | relación de sexos  |
| --- | --------------- | --------------- | ----------------- | ------------------ | ------------------ | ------------------ |
| 1951 | 40,484          | —               | 1011              | 41,856             | —                  | 970                |
| 1961 | 43,587          | 0.74            | 1010              | 45,064             | 0.74               | 935                |
| 1971 | 51,891          | 1.76            | 1002              | 53,400             | 1.71               | 949                |
| 1981 | 68,380          | 2.80            | 886               | 65,992             | 2.14               | 853                |
| 2001 | 117,637         | 2.75            | 805               | 115,287            | 2.83               | 901                |
| - En 1991 no se realizaron censos en Jammu ni en Cachemira - Población y porcentaje de variación (%/año) - Relación de sexos expresada como mujeres cada 1000 hombres |                 |                 |                   |                    |                    |                    |

La relación de sexos en el distrito de Leh ha descendido desde 1011 mujeres cada 1000 hombres en 1951 a 805 en el 2001, mientras que en el distrito de Kargil, ha descendido desde 970 a 901. La relación de sexos en zonas urbanas de ambos distritos es aproximadamente 640. La relación de sexos indica la presencia de grandes cantidades (principalmente hombres) de migración estacional de trabajadores y comerciantes. Aproximadamente el 84% de la población de Ladakh vive en villas. La tasa anual promedio de crecimiento en el período 1981–2001 fue el 2.75% en el distrito de y 2.83% en el distrito de Kargil.

### Religión
A diferencia de Jammu y Cachemira que en su mayoría es islámico, la mayoría de los ladakhíes del distrito de Leh como también en el valle de Zangskar del distrito de Kargil son budistas tibetanos, mientras que gran parte de la población del resto del distrito de Kargil son musulmanes chiitas. Existen minorías relevantes de budistas en el distrito de Kargil y musulmanes chiitas en el distrito de Leh. Existen algunos musulmanes sunitas de ascendencia cachemira en pueblos de  Lehy Kargil, como también padum en Zangskar. 
Existen una pocas familias cristianas ladakhíes, ellos se convirtieron durante el siglo XIX. Entre los descendientes de inmigrantes, hay pequeños grupos de seguidores de hinduismo, sikhismo, y la religión bön, además de budistas, musulmanes y cristianos. La mayoría de los budistas adhieren a la forma tántrica del budismo conocida como Vajrayana.

### Lenguas
La principal lengua es el ladakhi, un dialecto tibetano que es lo suficientemente distinto del tibetano como para que los ladakhíes y tibetanos a menudo se comuniquen entre ellos en hindi o en inglés. Los ladakhíes educados por lo general dominan hindi/urdú y a menudo inglés. En Ladakh, conviven varios dialectos, de manera que la lengua del pueblo Chang-pa puede ser muy distinta de la que hablan los purig-pa en Kargil, o los zangskaris, aunque logran entenderse entre sí. Debido a su ubicación sobre importantes rutas comerciales, tanto la composición racial como el lenguaje de Leh se ha enriquecido con influencias extranjeras. Tradicionalmente, el ladakhi se escribe igual que el tibetano clásico,aunque recientemente algunos escritores ladakhi han comenzado a utilizar el alfabeto tibetano para escribir la lengua coloquial. Los trámites administrativos y la educación son realizados en idioma inglés, aunque el urdú se utilizó bastante en el pasado aunque su uso ha ido en disminución desde la década de 1980. 

## Cultura

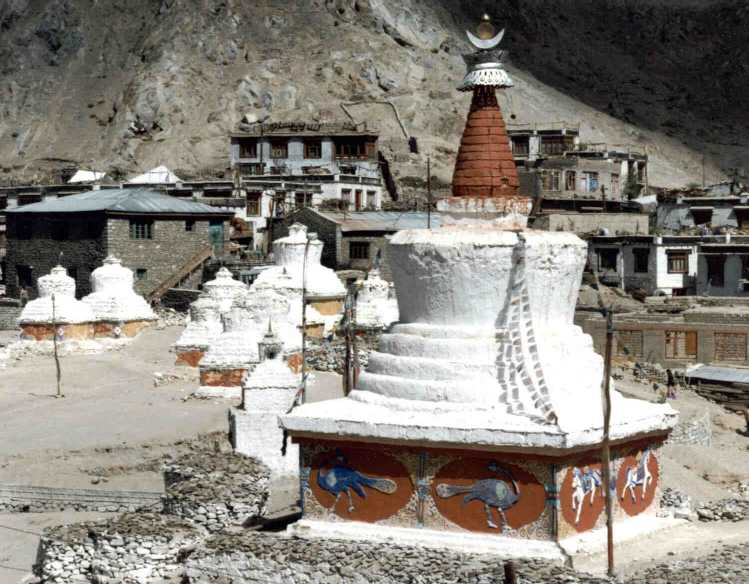
Estupa en Ladakh.

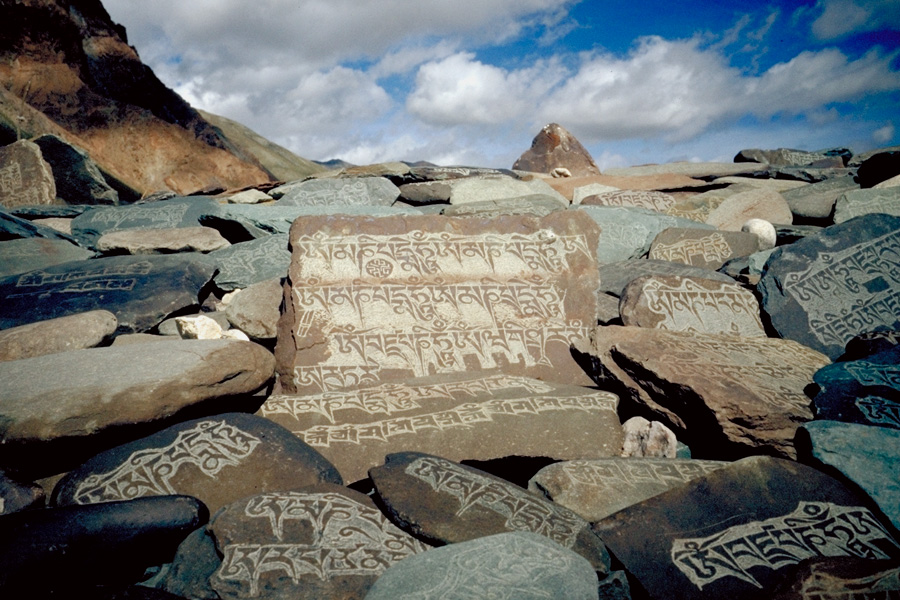
Placas de piedra con inscripciones, cada una posee el texto Om Mani Padme Hum junto a las sendas de Zanskar.

La cultura de Ladakh es similar a la cultura del Tíbet. También la comida ladakhi tiene numerosos aspectos en común con la comida tibetana, la comida más destacada es el thukpa, sopa de fideos; y tsampa, conocido en ladakhi como ngampe, harina de cebada tostada. Dado que la misma se puede comer sin cocinar, el tsampa es una comida útil aunque algo monótona cuando se hace trekking. Un plato típico ladakhi es el skyu, un plato de pasta denso con vegetales. En la medida que Ladakh progresa hacia una economía menos sustentable basada en dinero, es que se vuelven más comunes las comidas de las planicies de la India. Al igual que en otras partes de Asia Central, el té en Ladakh se prepara tradicionalmente con té verde fuerte, manteca y sal; se lo mezcla para formar una masa y se lo llama gurgur cha, por el ruido que hace cuando se lo mezcla. Hoy es común el té dulce (cha ngarmo) preparado a la usanza india con leche y azúcar. La mayoría del excedente de producción de cebada es fermentada para producir chang, una bebida alcohólica que se bebe especialmente durante ocasiones festivas.
La arquitectura de Ladakh posee influencias tibetanas e indias, y la arquitectura monacal refleja en gran medida el estilo budista. La rueda budista, junto con sus dos dragones, es una característica común de todo gompa (incluyendo por ejemplo los gompas de Lamayuru, Likir, Tikse, Hemis, Alchi y Ridzong). Muchas casas y monasterios se construyen en sitios elevados, y soleados que miran hacia el sur, y antiguamente eran construidos con rocas, tierra y madera, aunque actualmente se construyen con armazones de cemento rellenos de piedras o adobes.
La música de los festivales monacales budistas ladakhies, como la música tibetana, a menudo incluye cantos religiosos en tibetano o sánscrito, como una parte integral de la religión. Dichos cantos son complejos, a menudo incluyen recitados de textos sagrados. Los cantos Yang, ejecutados sin una métrica, son acompañados por tambores resonantes y sílabas sostenidas en tonos bajos. Danzas religiosas con máscaras son una parte importante de la vida cultural de Ladakh. El monasterio de Hemis, un centro destacado del budismo Drukpa, es el centro de un festival anual de máscaras. Las danzas típicamente narran historias de luchas entre el bien y el mal, finalizando con la victoria del bien.
Tejer es una parte importante de la vida tradicional en la zona este de Ladakh. Tanto las mujeres como los hombres tejen, utilizando distintos telares. Los ropajes típicos incluyen Gonchas de terciopelo, abrigos con elaborados bordados y botas, y sombreros. El festival de Ladakh se realiza anualmente durante el mes de septiembre. Los participantes, adornados con ornamentos en oro y plata, y adornos con turquesas en sus cabezas recorren las calles. Los monjes llevan coloridas máscaras y danzan al ritmo de los címbalos, flautas y trompetas. Las danzas del yak, el león y Tashispa representan numerosas leyendas y fábulas de Ladakh. Este festival se destaca por las competencias entre los monasterios budistas usando banderas de oración, exhibiciones de 'thankas', competencias de arquería, un casamiento simulado, y polo a caballo.
La arquería es un deporte popular en Ladakh. Durante los meses de verano se realizan festivales y concursos de arquería en los poblados. Estos eventos son competencias, a los cuales todos los poblados vecinos envían sus equipos. El deporte se juega con una etiqueta estricta, acompañados por música ejecutada con la surna y el daman (oboe y tambor). El polo, el otro deporte tradicional de Ladakh es originario de Baltistan y Gilgit, y fue probablemente introducido en Ladakh durante el siglo XVII por el rey Singge Namgyal, cuya madre era una princesa Balti.
Una característica distintiva de la sociedad de Ladakh es el elevado estatus y grado de emancipación que disfruta la mujer comparado con el que posee en otras áreas rurales de la India. La poliandria fraternal y la herencia por el primogénito fueron comunes en Ladakh hasta comienzos de la década de 1940 cuando los mismos fueron declarados ilegales por el gobierno de Jammu y Cachemira, aunque aún perduran en algunas áreas del estado. Otra costumbre conocida como khang-bu, o 'pequeña casa', es aquella por la cual los mayores de la familia, tan pronto como su hijo mayor ha alcanzado una madurez apropiada, dejan de involucrarse en los aspectos comerciales de la familia, y solo retienen para sí una parte de la propiedad suficiente para garantizar su sustento, transfiriéndole a su hijo la responsabilidad sobre la familia.
Ladakh celebra numerosos festivales, uno de los festivales más grande y populares es el festival de Hemis. El festival se celebra en junio para conmemorar el nacimiento de Guru Padmasambhava. En septiembre el Departamento de Turismo de Jammu y Cachemira  con ayuda de las autoridades locales organiza el Festival de Ladakh. El Gobierno de Jammu y Cachemira también organizan el festival Sindhu Darshan en Leh en el mes de mayo y junio. Este festival se celebra en el día de luna llena (Guru Purnima) y se extiende por tres días

Ladakh tiene algunos de los más famosos y aislado monasterios en la India. Monasterio de Lamayuru situado a una altitud de 3.510 metros y unos 127 km de Leh este es el más antiguo monasterio budista tibetano. El monasterio es mantenido por la secta de Red Hat del budismo. Monasterio de Alchi es quizás el único monasterio en Ladakh que se encuentra en un terreno plano y no en la cima de una colina como los demás. El río Indo fluye por el monasterio. Monasterio de Shey tiene la estatua de pelo azul Buda Maitreya que es 17,5 metros de alto y está hecho de cobre y latón. Monasterio Diskit en el pueblo Diskit del valle de Nubra es una estructura del siglo 14 y se considera que es el monasterio más antiguo en el valle de Nubra. Hay un enorme 106 pies de altura estatua de Buda Maitreya en la sala de oración del monasterio. Monasterio Hemis es considerado como el uno de los monasterios más ricos de la India con algunas colecciones de antigüedades muy raros y exquisitos como la estatua de cobre del Buda, estupas oro y plata inctricately talladas y algunos Thangkas exótico. El monasterio de Thiksey 12 plantas contiene diez templos con un salón de actos y viviendas para los monjes y también un convento de monjas. El 40 pies. alta estatua del Buda Maitreya es la principal atracción aquí.

## Educación
Tradicionalmente no existía educación formal con excepción de la ofrecida en los monasterios. Normalmente, un hijo de cada familia era obligado a aprender la escritura en tibetano para poder leer los libros sagrados. La primera escuela que ofreció educación occidental fue la de la misión Morava en Leh, que comenzó a funcionar en octubre de 1889, el Wazir-i Wazarat  de Baltistan y Ladakh ordenó que cada familia que tuviera más de un hijo enviara a uno de ellos a la escuela. Esta orden encontró fuertes resistencias entre la población local quienes tenían miedo de que sus hijos fueran forzados a convertirse al cristianismo. La escuela enseñaba tibetano, urdú, inglés, geografía, ciencias, ciencias naturales, aritmética, geometría y estudio de la Biblia.
Según el censo del 2001, el distrito de Leh posee una tasa de alfabetización del 62% (72% entre los hombres y 50% entre las mujeres), y alcanza el 58% en el distrito de Kargil (74% entre los hombres y 41% entre las mujeres). Las escuelas se encuentran distribuidas uniformemente a lo largo de Ladakh, aunque el 75% de ellas solo proveen educación primaria. El 65% de los niños concurren a la escuela, pero el ausentismo de estudiantes y maestros es bastante elevado. En ambos distritos solo entre un 10 a un 15% de los niños que inician la escuela logran completar con éxito esta etapa (X grado), de aquellos que logran graduarse, solo la mitad logran alcanzar las calificaciones necesarias para continuar sus estudios (XII grado). Antes de 1993, los estudiantes recibían enseñanza del urdú hasta los 14 años de edad, a partir de dicha edad la educación pasaba a darse en inglés. En 1994 el "Movimiento educativo y cultural de Ladakh" (SECMOL) lanzó la 'Operación Nueva Esperanza' (ONE), una campaña para ofrecer una 'educación más culturalmente apropiada y relevante a las realidades de la región' y hacer que las escuelas públicas sean más funcionales y efectivas. Para el 2001, los principios del ONE ya se implementaban en todas las escuelas públicas del distrito de Leh, y el grado de éxito en el examen de matriculación había aumentado hasta el 50%. El gobierno ha establecido en Leh una escuela de educación media y superior, ofreciendo así una alternativa de estudio en Ladakh. The Druk White Lotus School, ubicada en Shey tiene el objetivo de ayudar a preservar las tradiciones culturales de Ladakh.